# Cervonîi Kut, Volociîsk
Cervonîi Kut (în ucraineană Червоний Кут) este un sat în comuna Popivți din raionul Volociîsk, regiunea Hmelnîțkîi, Ucraina.

## Demografie
Componența lingvistică a localității Cervonîi Kut
     Ucraineană (97,48%)
     Rusă (2,52%)
Conform recensământului din 2001, majoritatea populației localității Cervonîi Kut era vorbitoare de ucraineană (97,48%), existând în minoritate și vorbitori de rusă (2,52%).